# Eurytoma antistrophi
Eurytoma antistrophi är en stekelart som beskrevs av Bugbee 1982. Eurytoma antistrophi ingår i släktet Eurytoma och familjen kragglanssteklar. Inga underarter finns listade i Catalogue of Life.